# Raül I de Vermandois
Raül I de Vermandois, anomenat Raül I el Valent o Raül I el Borni, conegut també sota el nom de Raül de Crépy, nascut cap a 1094, mort el 13 d'octubre de 1152, va ser comte de Vermandois, d'Amiens i de Valois de 1102 a 1152.

## Biografia
Fill d'Adelaida de Vermandois i d'Hug I el Gran, fill del rei Enric I de França, era cosí germà del rei Lluís VI de França. Va aportar el seu suport a aquestos últims contra els barons refractaris a l'autoritat reial.
Havent perdut un ull en el transcurs de la presa del castell de Livry el 1129, l'any següent, al setge de Coucy, va ferir mortalment a Tomàs de Marle, senyor de Coucy, que temps enrere havia matat el seu germà Enric (1091-1130), senyor de Chaumont-en-Vexin. El novembre de 1131, el rei Lluís VI el va nomenar senescal.
Poc després de la mort de Lluís VI el 1137, sostingué temporalment la causa de la reina mare Adelaida de Savoia que temia que el seu dot fos utilitzat al servei de l'Estat pel seu fill Lluís VII ajudat de l'abat Suger.
Fidel a la Corona de França, Lluís VII li va proposar la germana de la seva dona (Elionor d'Aquitània) anomenada Petronela d'Aquitània (vers 1125 † 1151). Per poder casar-se amb ella, Raül va repudiar el 1142 la seva primera esposa Elionor de Blois. L'esposa abandonada es va queixar llavors al seu germà Teobald IV, comte de blois i de Xampanya, que es va rebel·lar al seu torn contra el rei de França. El papa Innocenci II intervingué anul·lant aquest matrimoni i va excomunicar als nous esposos així com als bisbes que havien consentit de beneir la seva unió. No obstant el papa Eugeni III que va succeir a Innocent II, va legitimar aquest segon matrimoni al concili celebrat a Reims el 1148.
Durant l'absència de Lluís VII (que havia marxat a la segona croada), el 1145, Raül es va quedar a França en qualitat de regent del regne amb Suger. Després de la tornada de Lluís, Raül, que va quedar vidu de Petronela, la seva segona esposa, es va casa de nou el 1152 amb Laureta d'Alsàcia (vers 1125 † 1151), filla de Teodoric d'Alsàcia, comte de Flandes.

## Unions i descendència
1) Vers el 1120, es va casar en primeres noces amb Elionora de Blois, filla d'Esteve II de Blois i d'Adele d'Anglaterra, de la qual se'n va separar vers el 1141 per causa de consanguinitat. Certes genealogies atribueixen a aquesta unió, un fill, Hug II de Vermandois, que s'hauria fet monjo sota el nom de Fèlix de Valois, però aquesta afirmació sembla una broma del segle xvi.
2) El 1142, es va casar amb Peronel·la d'Aquitània (Petronel·la, Petronila, Petronil·la), filla de Guillem X d'Aquitània i germana d'Elionor d'Aquitània, amb la que va tenir a:
- Elisabet de Vermandois o Isabel de Vermandois (1143-1183), comtesse de Vermandois i de Valois, casada amb Felip d'Alsàcia, comte de Flandes
- Raül II (1145-1167), comte de Vermandois i de Valois.
- Elionora de Vermandois (1148/1149 - 1213)

El 1152 es va casar amb Laureta de Lorena, unió efímera de la que no va tenir fills.